# NGC 1257
NGC 1257 је двојна звезда у сазвежђу Персеј која се налази на NGC листи објеката дубоког неба.
Деклинација објекта је + 41° 31' 46" а ректасцензија 3h 16m 59,5s. Привидна величина (магнитуда) објекта NGC 1257 износи 13,6.